# Гагаринское (муниципальный округ, Санкт-Петербург)
Гага́ринское — муниципальный округ в составе Московского района Санкт-Петербурга. Границы округа проходят по проспекту Юрия Гагарина, Благодатной улице, линии Витебской железной дороги, южной соединительной железнодорожной линии, Московскому шоссе, Дунайскому проспекту, проспекту Космонавтов и улице Орджоникидзе.
Главные магистрали — улица Типанова, Витебский проспект и проспект Космонавтов.
На территории округа расположены «СКА Арена», электродепо метрополитена «Московское», Крыловский государственный научный центр.
Сами жилые кварталы состоят из домов первых массовых серий начала 60-х годов, имеют четкие границы, совпадающие с границами избирательных округов (всего — 4).
На территории расположено 9 школ, 13 детских дошкольных учреждений, 2 средних специальных учебных заведения, детский дом, поликлиника общего профиля и детская поликлиника.
Наименование «Гагаринское» муниципальное образование получило в 1999 году, до этого времени имело лишь порядковый номер — МО № 45.

## Население
На территории муниципального образования проживают свыше 69 тысяч человек. Приблизительно более 50 % жителей составляют пенсионеры, остальные — работающее население, учащиеся и дети дошкольного возраста. 
| 2002    | 2010    | 2012    | 2013    | 2014    | 2015    | 2016    |
| ------- | ------- | ------- | ------- | ------- | ------- | ------- |
| 58 197  | ↗58 692 | ↗61 289 | ↗63 583 | ↗65 639 | ↗66 727 | ↗67 432 |
| 2017    | 2018    | 2019    | 2020    | 2021    | 2023    | 2025    |
| ↗68 704 | ↗69 778 | ↗70 425 | ↘69 679 | ↘67 508 | ↘66 266 | ↘65 614 |

Территория застраивалась и заселялась в начале 60-х годов прошлого века. Из более чем 200 жилых домов — 99 дома ЖСК. Как пишет официальный сайт МО, это говорит о том, что «изначально половина жителей округа принадлежала к достаточно обеспеченным слоям населения Ленинграда того времени (на 50 % научная и творческая интеллигенция, квалифицированные рабочие и высшее инженерное звено крупных ленинградских предприятий). В большой степени эта же прослойка селилась и в государственных домах. Это определило однородность социальной среды и высокий образовательный уровень. Незначительная миграция населения, проживание детей с родителями позволяет говорить, что такое положение сохранилось до сих пор».

## Органы власти
На территории муниципального образования Гагаринское осуществляется местное самоуправление — деятельность населения по решению вопросов местного значения самостоятельно или через избранные органы местного самоуправления.

### Муниципальный совет
Представительный орган внутригородского муниципального образования состоит из 4 избирательных округов, от каждого из которых жители выбирают по пять человек. Итого в Муниципальный совет избираются 20 депутатов. Глава Муниципального образования избирается депутатами из своего состава на срок полномочий совета.

### Местная администрация
Исполнительно-распорядительный орган внутригородского муниципального образования. Создан в 2004 году в ходе реформирования системы органов местного самоуправления.
Местная администрация исполняет бюджет, реализует утвержденные Муниципальным советом программы и осуществляет деятельность по решению вопросов местного значения. Глава Местной администрации назначается на должность по контракту, заключаемому по результатам конкурса на замещение указанной должности на срок полномочий Муниципального совета до дня начала работы Муниципального совета нового созыва.

## Пресса
Печатным изданием муниципального образования является «Гагаринский курьер».